# Capo tribù

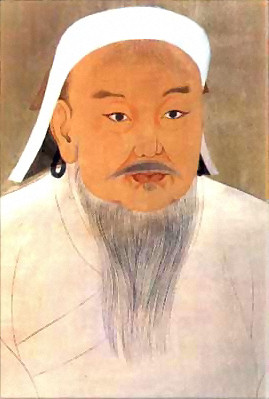
Il condottiero Gengis Khan fu anche un celebre capo tribù

Un capo tribù, anche riportato con la grafia capotribù e anche conosciuto come capo tribale, è, presumibilmente o effettivamente, un membro di spicco di una tribù. Durante il periodo coloniale, gli europei introdussero questo termine per indicare in modo generico il presunto membro più importante di una comunità e per adeguarsi alla struttura sociale dei popoli esotici che conquistavano. Il termine capo tribù viene usato ancora oggi in antropologia e sociologia in riferimento a un coordinatore, paciere, organizzatore e, talvolta, principale figura religiosa all'interno di un clan. Quella del capo tribù è una figura antitetica a quella del cosiddetto chief ("capo") inglese, di cui ci sono molti rimandi nella letteratura dello scrittore statunitense James Fenimore Cooper.